# Danil Skorko
Danil Pavlovyč Skorko (in ucraino Даніл Павлович Скорко?; Černihiv, 6 aprile 2002) è un calciatore ucraino, difensore dell'Oleksandrija.

## Caratteristiche tecniche
È un difensore centrale.

## Carriera
Ha giocato sempre in Prem"jer-liha, la massima serie del campionato ucraino di calcio.

## Statistiche

### Presenze e reti nei club
| Stagione        | Squadra         | Campionato      | Campionato | Campionato | Coppe nazionali | Coppe nazionali | Coppe nazionali | Coppe continentali | Coppe continentali | Coppe continentali | Altre coppe | Altre coppe | Altre coppe | Totale | Totale | Totale |
| Stagione        | Squadra         | Comp            | Pres       | Reti       | Comp            | Pres            | Reti            | Comp               | Pres               | Reti               | Comp        | Pres        | Reti        | Pres   | Reti   |        |
| --------------- | --------------- | --------------- | ---------- | ---------- | --------------- | --------------- | --------------- | ------------------ | ------------------ | ------------------ | ----------- | ----------- | ----------- | ------ | ------ | ------ |
| 2021-2022       | Čornomorec'     | PL              | 10         | 0          | CU              | 2               | 0               |                    | -                  | -                  |             | -           | -           | 12     | 0      |        |
| 2021-2022       | Zorja           | PL              | 0          | 0          | CU              | 0               | 0               |                    | -                  | -                  |             | -           | -           | 0      | 0      |        |
| 2022-2023       | Oleksandrija    | PL              | 11         | 0          | CU              | 0               | 0               |                    | -                  | -                  |             | -           | -           | 11     | 0      |        |
| 2023-2024       | Oleksandrija    | PL              | 21         | 4          | CU              | 2               | 0               |                    | -                  | -                  |             | -           | -           | 23     | 4      |        |
| 2024-2025       | Oleksandrija    | PL              | 12         | 0          | CU              | 1               | 1               |                    | -                  | -                  |             | -           | -           | 13     | 1      |        |
| 2024-2025       | Oleksandrija-2  | DL              | 4          | 0          | CU              | 0               | 0               |                    | -                  | -                  |             | -           | -           | 4      | 0      |        |
| Totale carriera | Totale carriera | Totale carriera | 60         | 4          |                 | 5               | 1               |                    | 0                  | 0                  |             | -           | -           | 65     | 5      |        |